# أندري فيدورينكو
أندري فيدورينكو (بالأوكرانية: Федоренко Андрій Степанович) هو لاعب كرة قدم أوكراني في مركز حراسة المرمى، ولد في 9 يناير 1984 في تشرنيغوف في أوكرانيا. لعب مع إف كي أتيراو وتشورنومورتس أوديسا وديسنا تشرنيغوف وشينيك ياروسلافل ونادي بياترا نيامتس ونادي فالميرا.

## وصلات خارجية
- أندري فيدورينكو على موقع اتحاد أوكرانيا (الإنجليزية)
- أندري فيدورينكو على موقع قاعدة بيانات كرة القدم.إي يو (الإنجليزية)
- أندري فيدورينكو على موقع Soccerway.com (الإنجليزية)